# Anthony Mann
Emil Anton Bundesmann, conegut artísticament com a Anthony Mann (San Diego, 30 de juny de 1907 - Berlín, 29 d'abril de 1967) fou un director de cinema nord-americà. Excel·lent dominador del llenguatge cinematogràfic, la seva activitat més important se centrà en el western durant els anys 50, gènere que va ressorgir gràcies a ell i que el situaren entre els més grans directors de westerns de tots els temps. Va donar més importància al vessant psicològic dels seus personatges, uns herois de passat fosc que s'intenten redimir en un món ple de violència física i moral.

## Filmografia
- Dr. Broadway (1942)
- Moonlight in Havana (1942)
- Nobody's Darling (1943)
- My Best Gal (1944)
- Strangers in the Night (1944)
- Sing Your Way Home (1945)
- The Great Flamarion (1945)
- Two O'Clock Courage (1945)
- Strange Impersonation (1946)
- The Bamboo Blonde (1946)
- T-Men (1947)
- Railroaded! (1947)
- Desesperat (Desperate) (1947) — també guió
- Ordre: Caça sense treva (He Walked by Night) (1948) — director (no surt als crèdits), amb Alfred L. Werker
- Injustícia (Raw Deal) (1948)
- Border Incident (1949)
- El llibre negre (Reign of Terror) (1949)
- Follow Me Quietly (1949) — director (no surt als crèdits), amb Richard Fleischer; també guió
- The Furies (1950)
- Winchester '73 (1950)
- Side Street (1950)
- Devil's Doorway (1950)
- The Tall Target (1951)
- Bend of the River (1952)
- The Glenn Miller Story (1953)
- Thunder Bay (1953)
- Colorado Jim (The Naked Spur) (1953)
- The Far Country (1954)
- La frontera final (The Last Frontier) (1955)
- L'home de Laramie (The Man from Laramie) (1955)
- Strategic Air Command (1955)
- Serenade (1956)
- The Tin Star (1957)
- Men in War (1957) — també productor
- Man of the West (1958)
- God's Little Acre (1958)
- Cimarron (1960)
- El Cid (1961)
- La caiguda de l'Imperi Romà (The Fall of the Roman Empire) (1964)
- Els herois de Telemark (The Heroes of Telemark) (1965)
- Sentència per a un dandi (A Dandy in Aspic) (1968) — també productor